# Belle van Zuylenbrug (Amsterdam)
De Belle van Zuylenbrug (brug 184) is een vaste brug in Amsterdam-West.
De verkeersbrug is gelegen in de Jacob van Lennepstraat en voert over de Bilderdijkgracht. De huizen aan beide zijden van de gracht gelegen staan langs de Bilderdijkkade met even en oneven nummering, lopend van Hugo de Grootkade tot Jacob van Lennepkade. Aan sommige delen van die kaden liggen woonboten, andere delen moeten vrijgelaten worden.
De eerste versie van de brug dateert uit 1891. Toen besteedde de gemeente Amsterdam de levering van nagenoeg 53 ton balkijzer en 18 ton buckelplaten aan voor deze brug én de brug Kinkerstraat/Da Costagracht (brug 183). Ook het bouwen van de bruggen werd toen aanbesteed. Vrijwel direct na de oplevering kwamen er klachten. De Jacob van Lennepstraat ligt een niveau lager dan de parallel lopende Kinkerstraat, terwijl de bruggen in beide straten over de Bilderdijkgracht dezelfde hoogte moesten krijgen. De brug werd als steil ervaren. De brug is in 1992 gerenoveerd, hetgeen is terug te vinden in de nieuwe verbanden in de pijlers, maar het uiterlijk is daarbij nauwelijks gewijzigd.

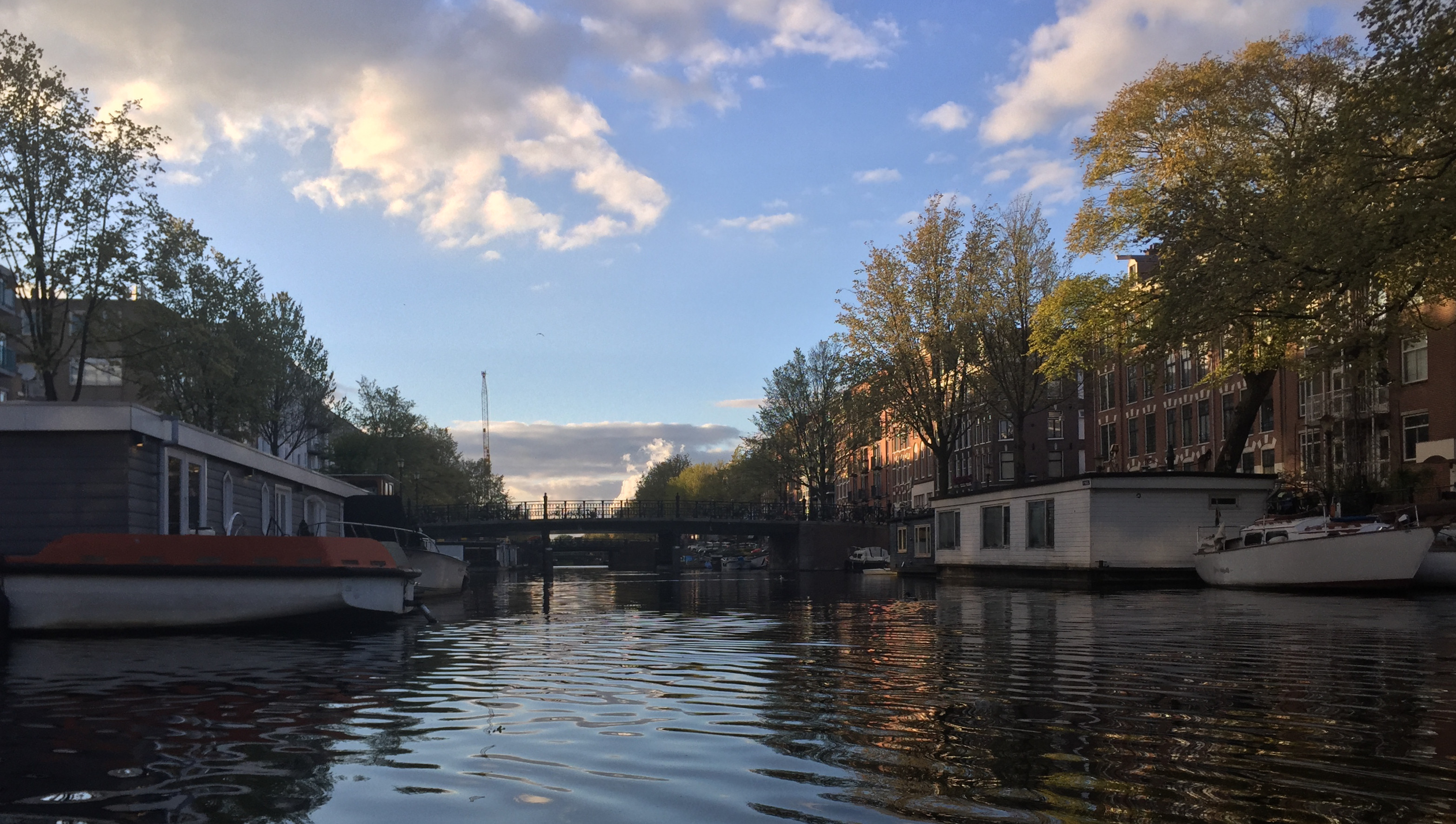
De Belle van Zuylenbrug gezien vanaf het water van het Van Lennepkanaal naar het noordwesten, april 2017

De brug ging vanaf haar oplevering naamloos door het leven als brug 184. De gemeente Amsterdam vroeg in 2016 aan de Amsterdamse bevolking om mogelijke namen voor dergelijke bruggen. Het voorstel van de Commissie Naamgeving Openbare Ruimten (CNOR) deze brug te vernoemen naar de 18e-eeuwse schrijfster, componiste, essayiste en feministe Belle van Zuylen (1740-1805) werd in december 2017 door B&W goedgekeurd en opgenomen in de Basisregistraties Adressen en Gebouwen.
De Nederlandse biografen van Belle van Zuylen waren Simone Dubois (1910-2001) en Pierre H. Dubois (1917-1999). Pierre Dubois woonde in zijn jeugd aan de Bilderdijkkade 76, waar zijn vader horlogemaker was.
<<< · 100 · 101 · 102 · 103 ·  105 · 106 · 107 · 108 · 109 ·  110 · 111 · 112 · 113 · 114 · 115 · 116 · 117 · 118 · 119 · 120 · 121 · 122 · 123 · 124 · 125 · 126 · 127 · 128 · 129 · 130 · 131 · 132 · 135 · 136 · 137 · 138 · 139 · 140 · 141 · 142 · 143 · 144 · 145 · 146 · 147 · 148 · 149 ·  150 · 151 · 152 · 155 · 156 · 159 · 160 · 161 · 162 · 163 · 164 · 165 · 166 · 167 · 168 · 169 ·  170 · 171 · 172 · 173 · 174 · 175 · 176 · 177 · 178 · 179 · 180 · 181 · 182 · 183 · 184 · 185 · 186 · 187 · 189 · 190 · 191 · 192 · 193 · 194 · 195 · 196 · 198 · 199 · >>>
Brugnummers 104, 133, 134, 153, 154, 157, 158, 188 en 197 zijn niet (meer) in gebruik.